# Culture du Nigeria

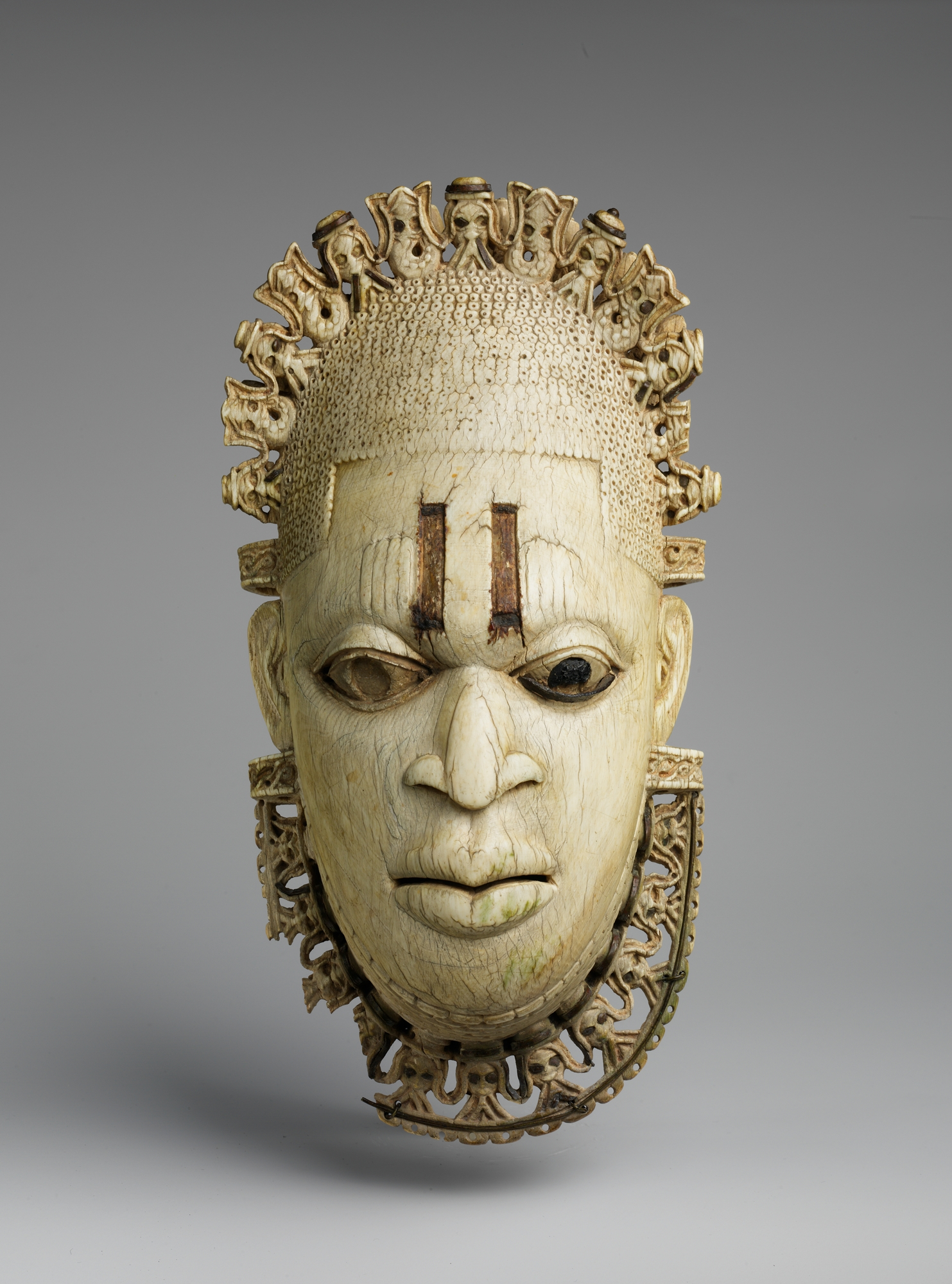
Masque Edo du XVI

La culture du Nigeria, pays d'Afrique de l'Ouest, est l'ensemble des pratiques culturelles de ses deux cents millions d'habitants, pour l'essentiel issues des nombreuses civilisations qui se sont succédé.
Les plus anciennes traces de peuplement au Nigeria remontent à la préhistoire. La culture de Nok, qui remonte au premier millénaire avant l'ère chrétienne, laisse les plus anciennes statues connues en Afrique subsaharienne.

## Peuples, langues, cultures

### Langues
- Langues au Nigeria,
- Langues mandées[1]
- Alphabet pan-nigérian
- Langue haoussa, en alphabet ajamiy (en signes arabes) ou en alphabet boko (en) (en signes latins), avec différents dialectes et pidgins : pidgin nigérian, waffi, pidgin lagotien...

Environ cinq cents langues sont parlées dans le pays, correspondant à autant de groupes ethniques.
Trente langues endogènes sont enseignées dans le système scolaire. Trois langues ont le statut de langues majeures : le haoussa, l’igbo et le yoruba, correspondant aux trois ethnies les plus représentées, les Haoussas (22 %), les Yorubas et les Igbos (18 %).
Langue officielle durant la colonisation, l'anglais conserve ce statut favorable à l’unité linguistique du pays. Le français est une langue étrangère enseignée.

### Peuples
Les principaux groupes ethniques du Nigéria sont :
Anlo, Annang, Atyap, Bariba, Berom, Kotafon, Buduma, Chamba, Defaka, Dendi, Djerma, Ebira, Edo, Efik, Eket, Ekoi, Eleme, Esan, Etsakor, Ewe, Fon, Fula, Goemai, Gwari, Haoussa, Ibibio, Idoma, Igala, Igbo, Ijaw, Isoko, Itsekiris,  Jukun, Kamuku, Kanouri, Kilba, Kirdi, Kofyar, Kotoko, Kuteb, Longuda, Mafa, Mumuye, Nupe, Ogoni,Ouelleminden, Saro, Tarok, Teda, Tiv, Urhobo, Yoruba.
- Liste des groupes ethniques au Nigeria (en)
- Groupes ethniques au Nigeria (catégorie, 89 en version francophone, >120 en version anglophone)

## Traditions

### Religions
- Religions traditionnelles africaines, Animisme, Fétichisme, Esprit tutélaire
  - Religion yoruba, Chrislam (yoruba) (en), Gèlèdé, cérémonie yoruba-nago
- Religion en Afrique, Anthropologie de la religion, Syncrétisme
- Christianisme en Afrique, Islam en Afrique, Islam radical en Afrique noire
- Religion au Nigeria
- Islam au Nigeria (45-50 %), Malikisme, Chaféisme, Chiisme, Ahmadisme
  - Confréries musulmanes en Afrique de l'Ouest, Qadiriyya, Tijaniyya, Mouridisme, Layeniyya
  - Charia au Nigeria, Mouvement islamique du Nigeria, Ansaru, Boko Haram
  - Maitatsine (1920c-1980)
- Christianisme au Nigeria (40-45 %)
  - Protestantisme (70-75 % parmi les chrétiens)	,
    - Évangélisme, Deeper Life Bible Church, Redeemed Christian Church of God, Living Faith Church Worldwide, Chris Oyakhilome etc
    - Anglicanisme, Église du Nigeria, Convocation of Anglicans in North America (en), etc.
    - Pentecôtisme, Mountain of Fire and Miracles (en)
    - Église adventiste du septième jour au Nigeria (en), Convention baptiste nigériane
    - Église du christianisme céleste, Cité Céleste d'Imeko (en)
    - Christ Holy Church International (en) (1947), Agnes Okoh (en)
    - Église de Jésus-Christ des saints des derniers jours au Nigeria (en)
    - The Synagogue, Church of All Nations (en)
    - National Church of Nigeria (en) (2004)

  - Catholicisme au Nigeria (20-25 % parmi les chrétiens), (dont catholicisme traditionaliste), Universités catholiques au Nigeria (en), Église catholique au Nigeria
    - Le catholicisme s'est développé au Nigeria pendant la deuxième moitié du XIXe siècle. Minoritaires, les catholiques romains sont environ 18 millions[2]. Beaucoup d'entre eux vivent dans l'Ouest du pays, dont une grande partie des Igbo. Ils font l'objet de persécutions, se traduisant notamment par des destructions d'églises[3]. Le cardinal Francis Arinze est originaire du Nigeria.

  - Juifs igbos (<40 000)
  - Hindouisme au Nigeria, Sikhisme, Jaïnisme, Bahaïsme (près de 40 000 adeptes revendiqués)
  - Mouvement international du Graal (Grail Movement, autour du prophète autoproclamé Oskar Ernst Bernhardt (1875-1941), présent dans 22 pays africains
  - Fraternité Ogboni (yoruba)

### Symboles
- Armoiries du Nigeria
- Drapeau du Nigeria
- Nigeria, We Hail Thee, hymne national depuis 2024, Liste des hymnes nationaux
- Devise nationale : Peace and Unity, Strength and Progress (en anglais), Paix et Unité, Force et Progrès
- Emblème végétal : Costus spectabilis
- Emblème végétal : Aigle
- Saint patron (chrétien) : La Sainte Vierge, et, secondairement, saint Patrick, Saint patron par pays (en)
- Héros nationaux
- Épopée nationale
- Couleurs nationales
- Costume national
- Plat national
- Poète national

### Folklore et Mythologie
- Anansi
- Kokou
- Sankofa, Bruh, Adze...
- Orisha

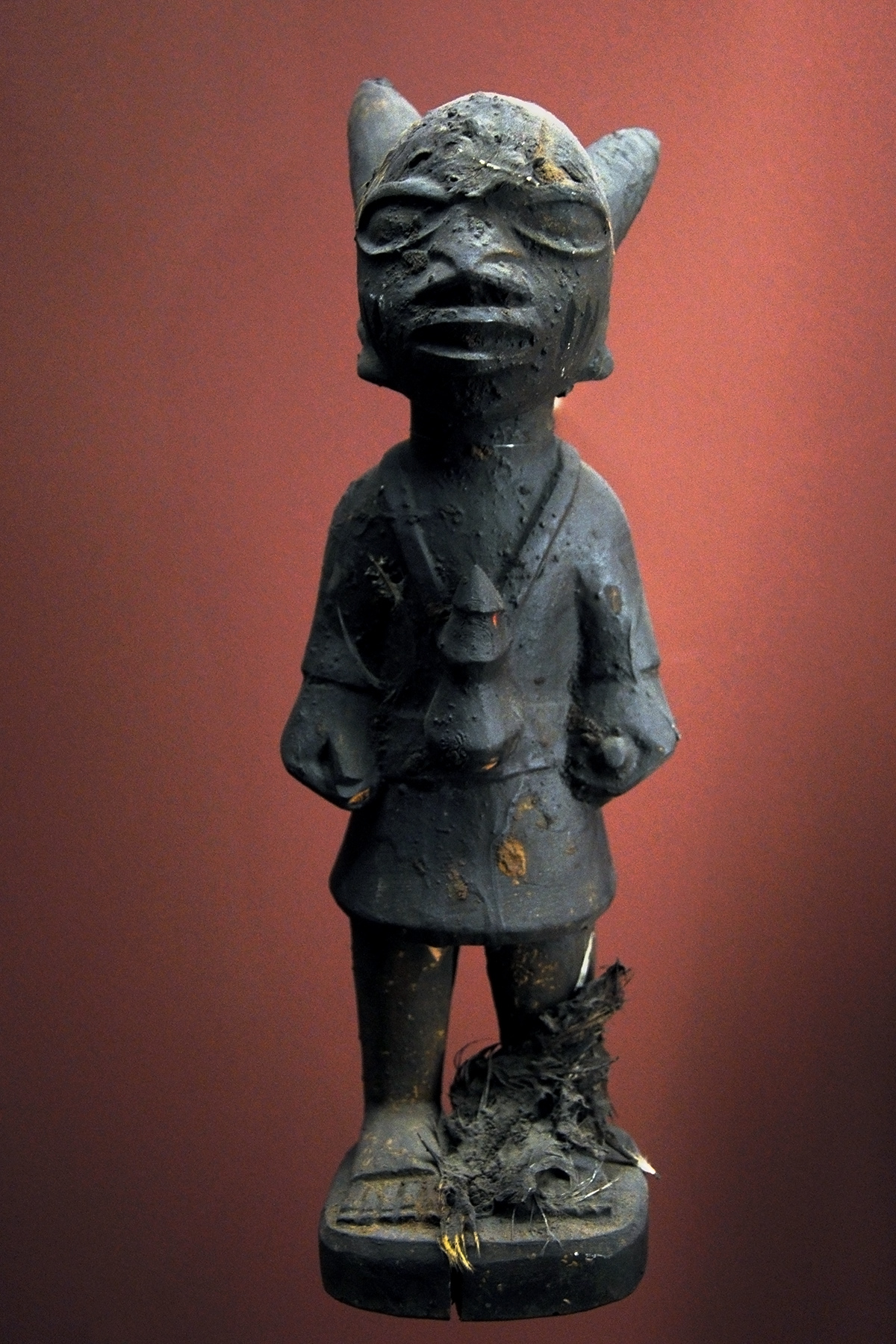
Statuette d'orisha yoruba au musée africain de Lyon.
Origine : Abeokuta, au Nigeria

- Liste de divinités yoruba (en)[4], Ogun, Mawu, Olodumare, Mami Wata, Aziza, Lisa...
- Mythologie efik (en)
- Animisme haoussa
- Odinani (en) igbo

### Croyances
- Divination
- Transmission de l'héritage oral[5]

### Pratiques
Les pratiques sociales, rituels et événements festifs relèvent (pour partie) du patrimoine culturel immatériel de l'humanité.
Bien qu'interdite en 2015 par une loi fédérale nigériane, l'excision, mutilation génitale féminine, continue d'être pratiquée.

### Fêtes
- Jours fériés au Nigeria (en)
- Fêtes traditionnelles du Nigeria

## Vie sociale

### Groupes humains

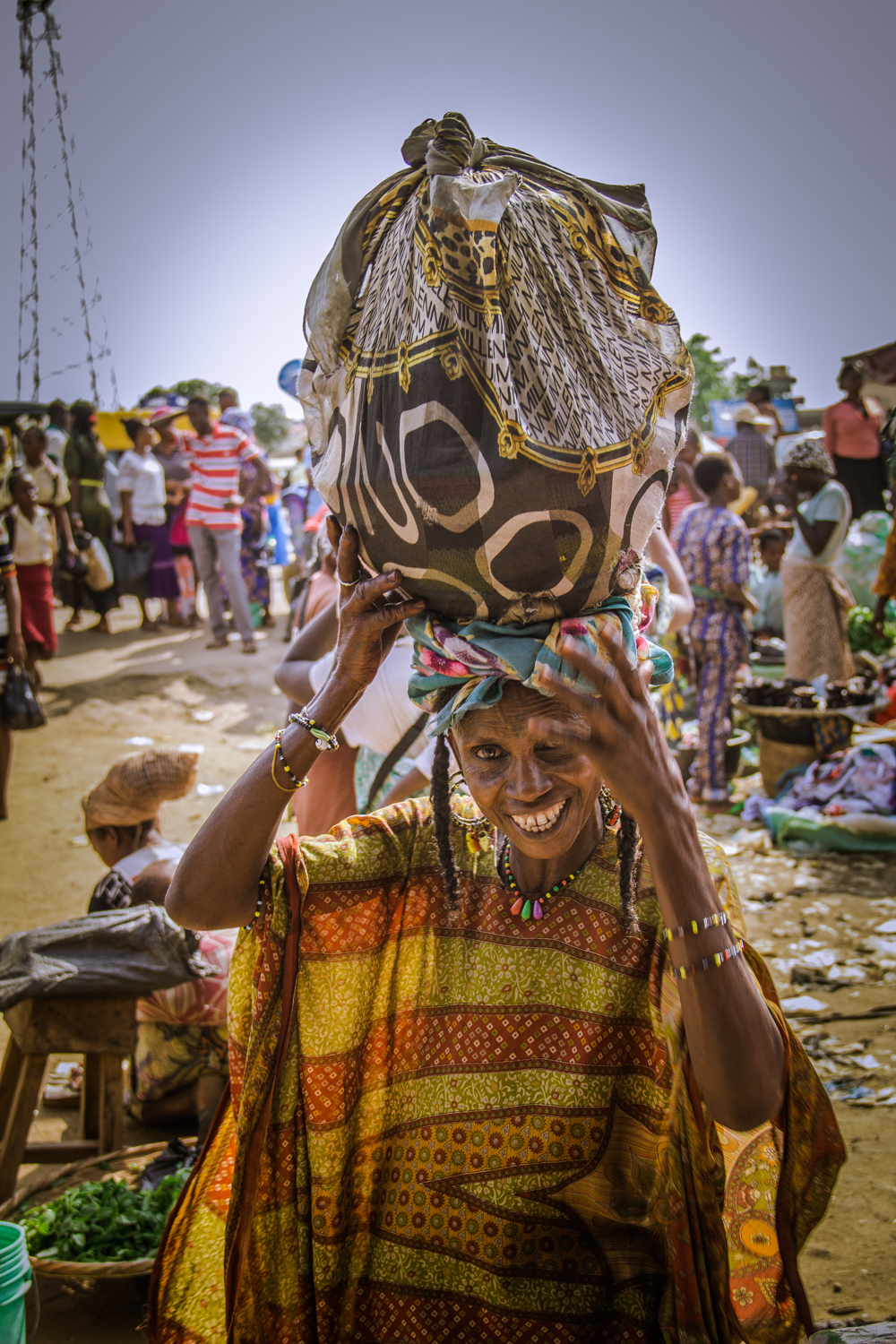
Femme haoussa vendant des herbes médicinales sur un marché.

- Démographie du Nigeria
- Émigration nigériane en France

### Famille
- Mutilations génitales féminines
- Polygamie au Nigeria (en)
- LGBT au Nigeria, Droits LGBT au Nigeria
- Bilkisu Yusuf (1952-2015)
- Prostitution au Nigeria (en)

### Éducation
- Éducation au Nigeria (en)
- Académie des sciences, des arts, des cultures d'Afrique et des diasporas africaines
- Consortium pour le management de la recherche fondamentale et appliquée en Afrique au sud du Sahara

## Arts de la table

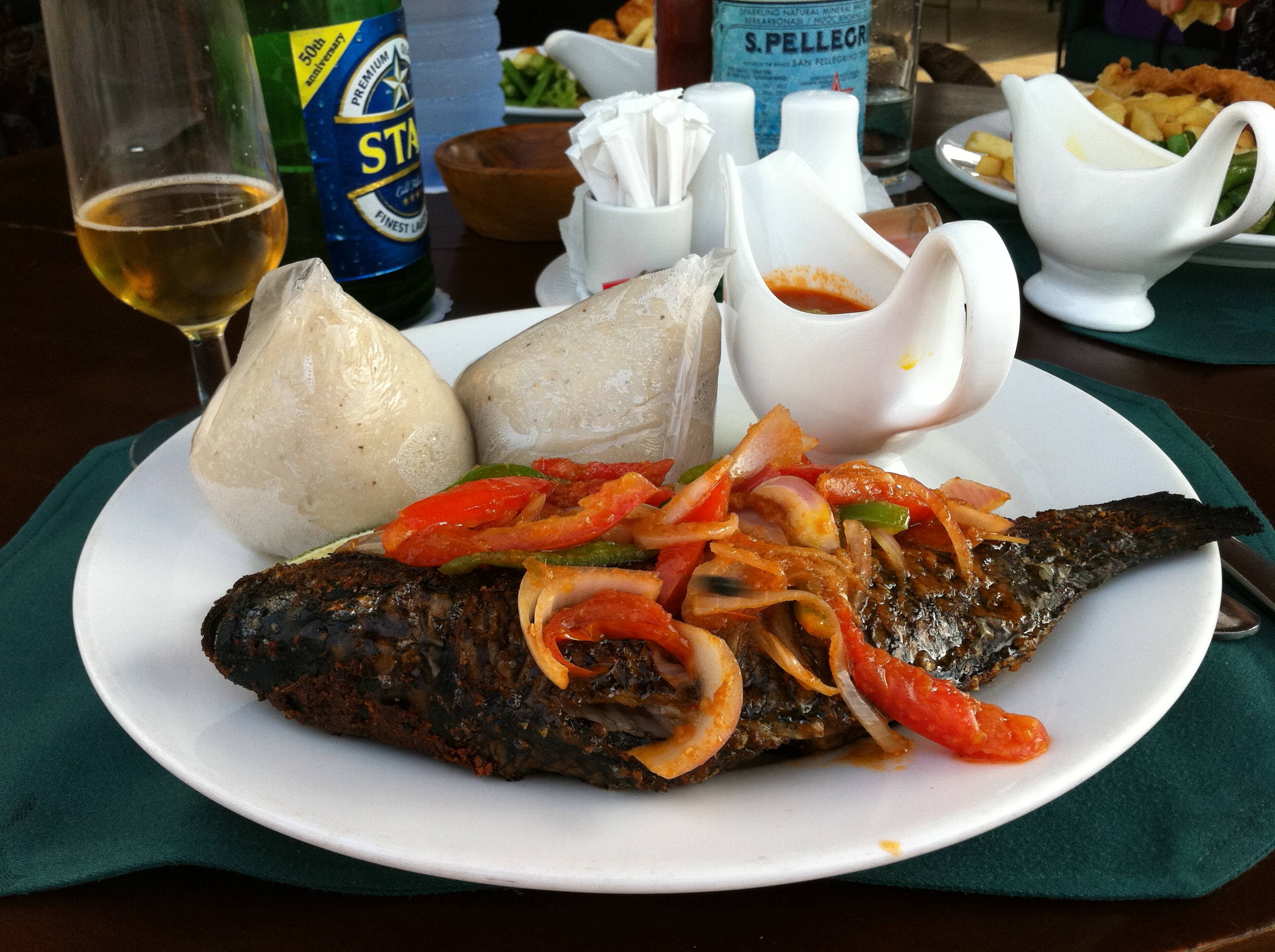
Tilapia grillé servi avec du banku

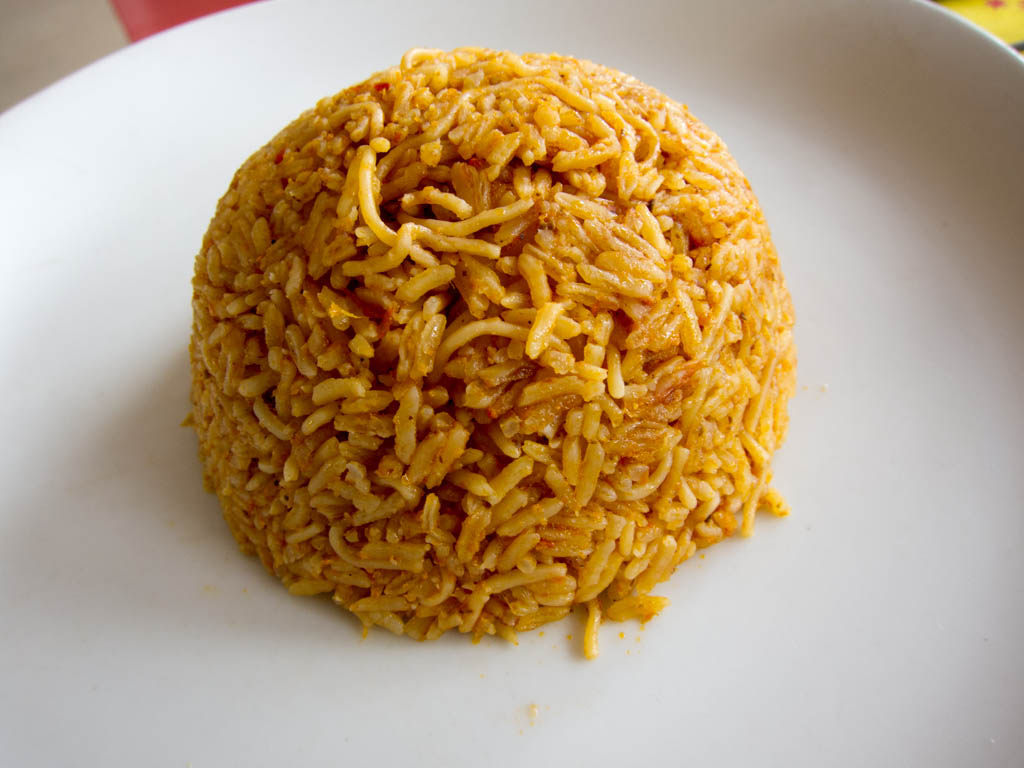
Riz wolof (Ghana)

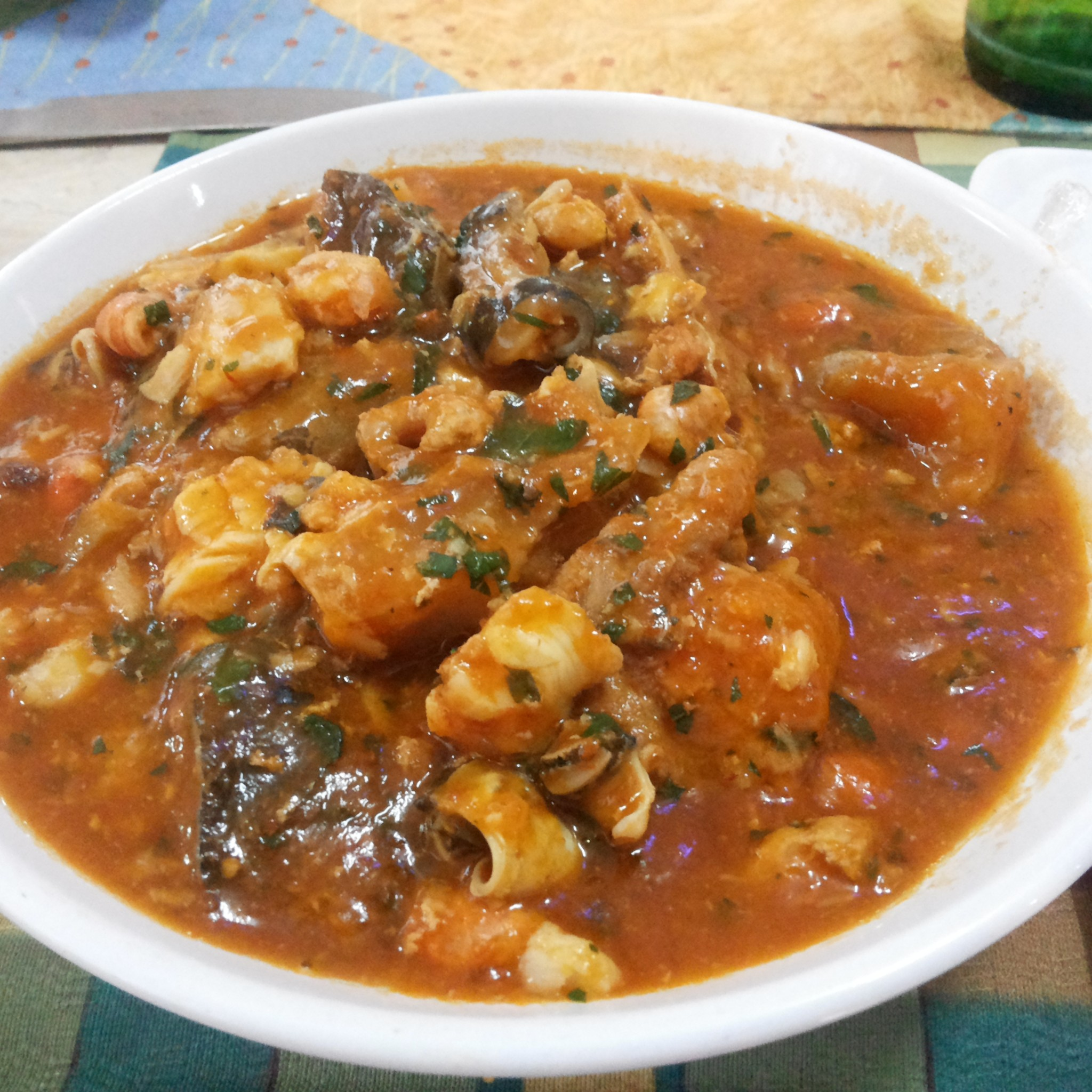
Soupe de poisson à l'huile de palme et au Gari

### Cuisine(s)
- Cuisine nigériane
- Céréales : riz, millet, sorgho
- Tubercules : igname, manioc, patate douce
- Fruits et légumes : banane, banane plantain, gombo, tomate, oignon, aubergine, ananas, pastèque, fruit de l'arbre à pain
- Viandes : poulet, bœuf, mouton, chèvre, porc (chez les chrétiens seulement)
- Poissons : poisson-chat, tilapia

Les produits de base sont le maïs, le mil, le sorgho, le riz, le gari (ou farine de manioc) et l'igname. La majorité des préparations emploient du piment, du sel, de l'oignon, de la tomate, du gombo, de l'huile de palme ou d'arachide
- Foutou d'igname, Igname sous d'autres formes, Wassa-wassa
- Viande de brousse, Biche, Agouti...
- Gambas, Soso, Mâchoiron, Thon...
- Kédjénou, Alloco, Cococha, Placali...
- Riz wolof ou bènn tchin / benachin
- Shito, Acarajé
- Gari, pâte de farine de manioc
- Kelewele
- Suya (grillade en brochettes)
- Acarajé
- Amala
- Moin moin
- Edikang ikong, soupe
- Kilichi
- Waakye (wache)
- Suya
- Cuisine africaine, Cuisine ouest-africaine

### Boisson(s)
Boissons non alcoolisées : lait, lait de soja, jus de gingembre, d'hibiscus (zobo en haoussa), de divers fruits, kunu (en) (boisson obtenue par macération de céréales germées), etc.
Boissons alcoolisées : bière, vin de palme, ogogoro (au raphia fermenté)...

## Santé
- Système de santé nigérian
- Pathologies : Maladie du sommeil, tuberculose, paludisme, fièvre jaune, choléra, malaria, pian, Lèpre, trachome, rougeole, tétanos, diphtérie, coqueluche, variole, filariose, HIV/AIDS, malnutrition, santé maternelle et néo-natale…
- Méningite à méningocoques en Afrique sub-saharienne
- Incidence économique du sida en Afrique subsaharienne
- Épidémie africaine de choléra en 2014-2015 (en)
- Chronologie du système de santé au Nigeria
- Ebola au Nigeria (en)
- Flying Doctors Nigeria (en)
- EMDEX (en)
- HIV/AIDS au Nigeria (en)
- Cannabis au Nigeria (en)

### Jeux populaires
- Divertissements au Nigeria
- Jeux au Nigeria : Awalé, Yoté
- Sports populaires au Nigeria : football, basket-ball, volley-ball, plongée, pêche, athlétisme, cyclisme...

### Sports
- Sport au Nigeria (en)
- Nigeria aux Jeux olympiques
- Jeux du Commonwealth, Nigeria aux Jeux du Commonwealth
- Jeux africains ou Jeux panafricains, depuis 1965, tous les 4 ans (...2011-2015-2019...), Nigeria aux Jeux Panafricains (en)

#### Arts martiaux
- Liste des luttes traditionnelles africaines par pays[7],[8]
- Dambe (boxe haoussa), Gidigbo (lutte yoruba), Igba Magba, Korokoro (lutte korokorɒ)

## Médias
En 2016, le classement mondial sur la liberté de la presse établi chaque année par Reporters sans frontières situe le Nigeria au 116e rang sur 180 pays. Pays le plus peuplé d'Afrique, il compte une centaine de médias indépendants. Mais, dans un climat général de violence banalisée et d'impunité, exacerbé par les violences de Boko Haram dans le nord-est, les journalistes critiques sont la cible des autorités locales, de la police, parfois aussi de la population.

### Presse écrite
- Liste de journaux au Nigeria

### Radio
- Télécommunications au Nigeria
- Liste de stations de radio au Nigeria (en)

### Télévision
- Télécommunications au Nigeria
- Liste de stations de télévision au Nigeria (en)

### Internet (.ng)
- Internet au Nigeria (en)
- Sites web nigérians
- Liste de blogueurs nigérians (en)

## Littérature
- Littérature nigériane
- Liste d'écrivains nigérians
- Black Orpheus (magazine)  (1957-1975)

### Écrivains
Parmi les écrivains et poètes nigérians reconnus internationalement, se signalent particulièrement :
- Mary F. Smith (1925?-?), anthropologue, Baba of Karo (en) (1954),
- Chinua Achebe (1930-2013),
- Elechi Amadi (1934-2016),
- Wole Soyinka (1934), prix Nobel de littérature (1986),
- Simi Bedford (1941 -), romancière
- Ken Saro-Wiwa (1941-1995), écrivain et producteur,
- Odia Ofeimun (en) (1950-),
- Ben Okri (1959-), La route de la faim (1991)
- Chidi Anthony Opara (1963?-)[11],
- Sola Osofisan (de) (1964-),
- Ogaga Ifowodo[12],
- Maik Nwosu (1965-)[13],
- Obi Nwakanma (en) (1966-)[14],[15],
- Biyi Bandele (1967-), L'homme qui revint du diable (1991 ?)
- Sarah Ladipo Manyika (en) (1968-), In dependence (2008), Like a mule bringing ice cream to the sun (2016)
- Yemisi Aribisala (en) (1973-), Longthroat memoirs : soups, sex & nigerian taste buds
- Chika Unigwe (1974-), Fata Morgana (2010)
- Leye Adenle (1975-), Lagos Lady (2016 ?)
- Teju Cole (1975-), Chaque jour appartient au voleur (2018 ?)
- Olúmìdé Pópóọlá (1975-), When we speak of nothing (2017)
- Chimamanda Ngozi Adichie (1977-), L'hibiscus pourpre (2003), Autour de ton cou (2009), Americanah (2013), Nous sommes tous des féministes (2015)
- Abubakar Adam Ibrahim (1979-), La saison des fleurs de flamme (2015)
- Elnathan John (1982-), Né un mardi (trad. de Born on a Tuesday, en français en 2018), sur la vie quotidienne d'un enfant au Nord du Nigéria en 2010,
- Chigozie Obioma (1986-), La prière des oiseaux (2019)
- Akwaeke Emezi (1987-)
- Oyinkan Braithwaite (1988-), Ma soeur, serial killeuse (2019 ?)
- Chibundu Onuzo (1991-), Welcome to Lagos (2016), La fille du roi araignée (2017)
- Eloghosa Osunde, Vagabonds !

### Regards extérieurs
- Marin Ledun (1975-), Free Queens, Gallimard,  coll. « Série noire », 2023  (ISBN 978-2-07-294696-7)

## Arts et artisanats

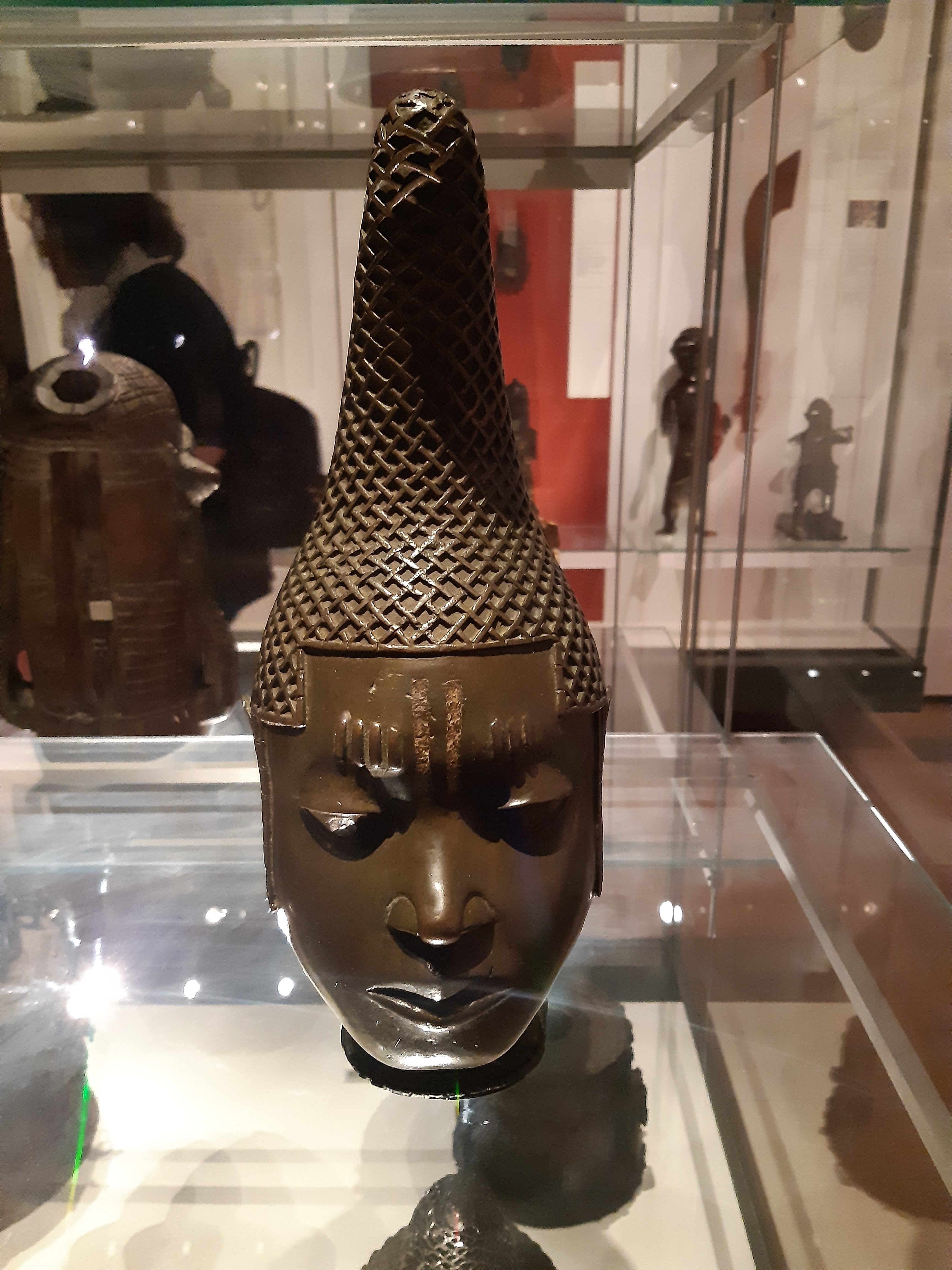

L'art du Nigéria fait partie des travaux les plus importants de l'art africain. Grâce aux échanges commerciaux avec l'Europe occidentale depuis la fin du XVe siècle, l'aboutissement économique, culturel et artistique du Nigéria fait du royaume un symbole de grandeur de l'art et de la culture africaine jusqu'au XXe siècle. 
- Masque-pendentif du Bénin (ivoire)
- Arts appliqués, Arts décoratifs, Arts mineurs, Artisanat d'art, Trésor humain vivant, Maître d'art

### Arts graphiques
- Calligraphie, Enluminure, Gravure, Origami
- Liste de sites d'art rupestre en Afrique, Art rupestre

### Design
- Designers nigérians

### Textiles

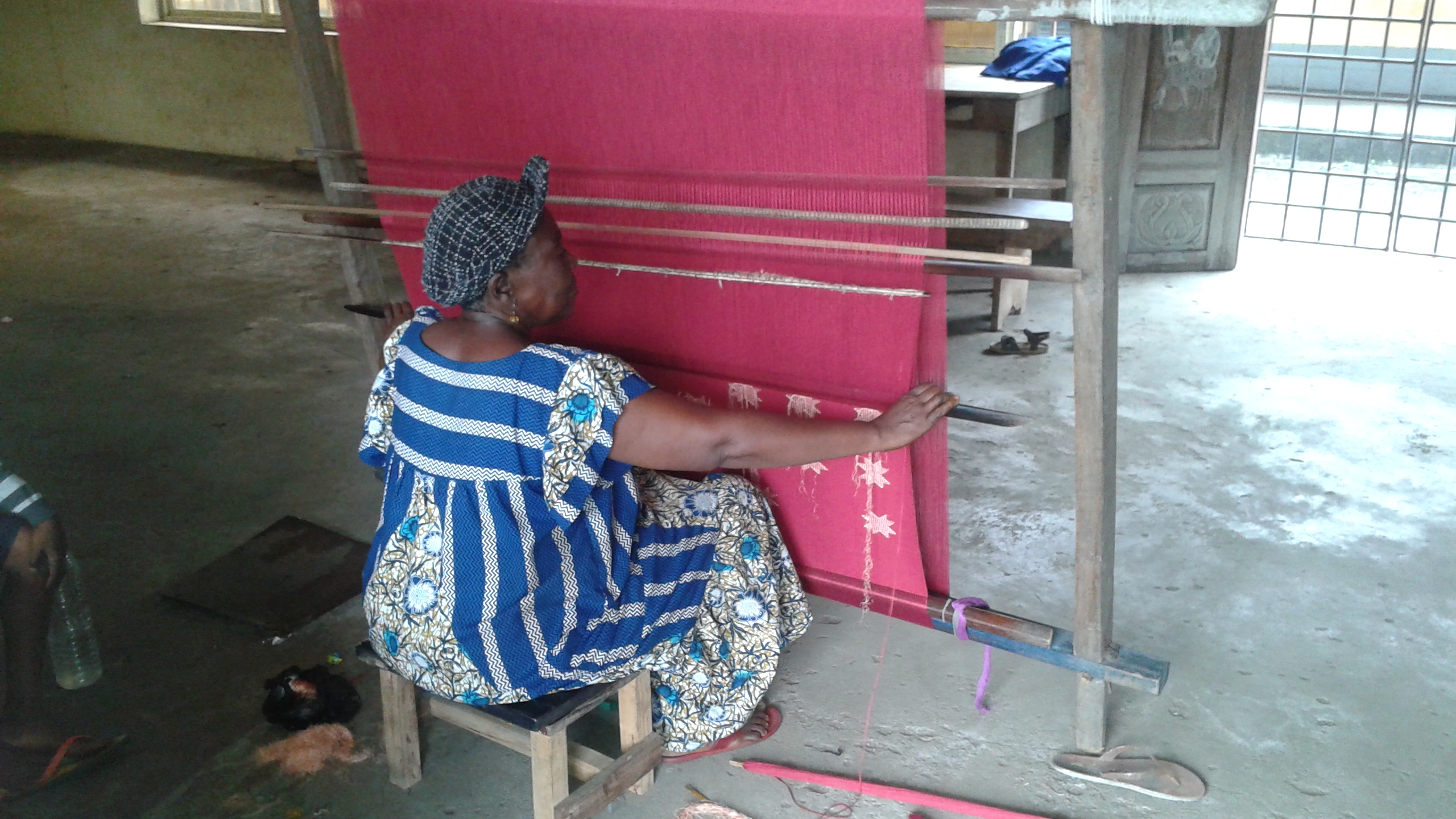
Tissage d'un

- Lappa (pagne) (en) (pagne ouest-africain)

### Cuir

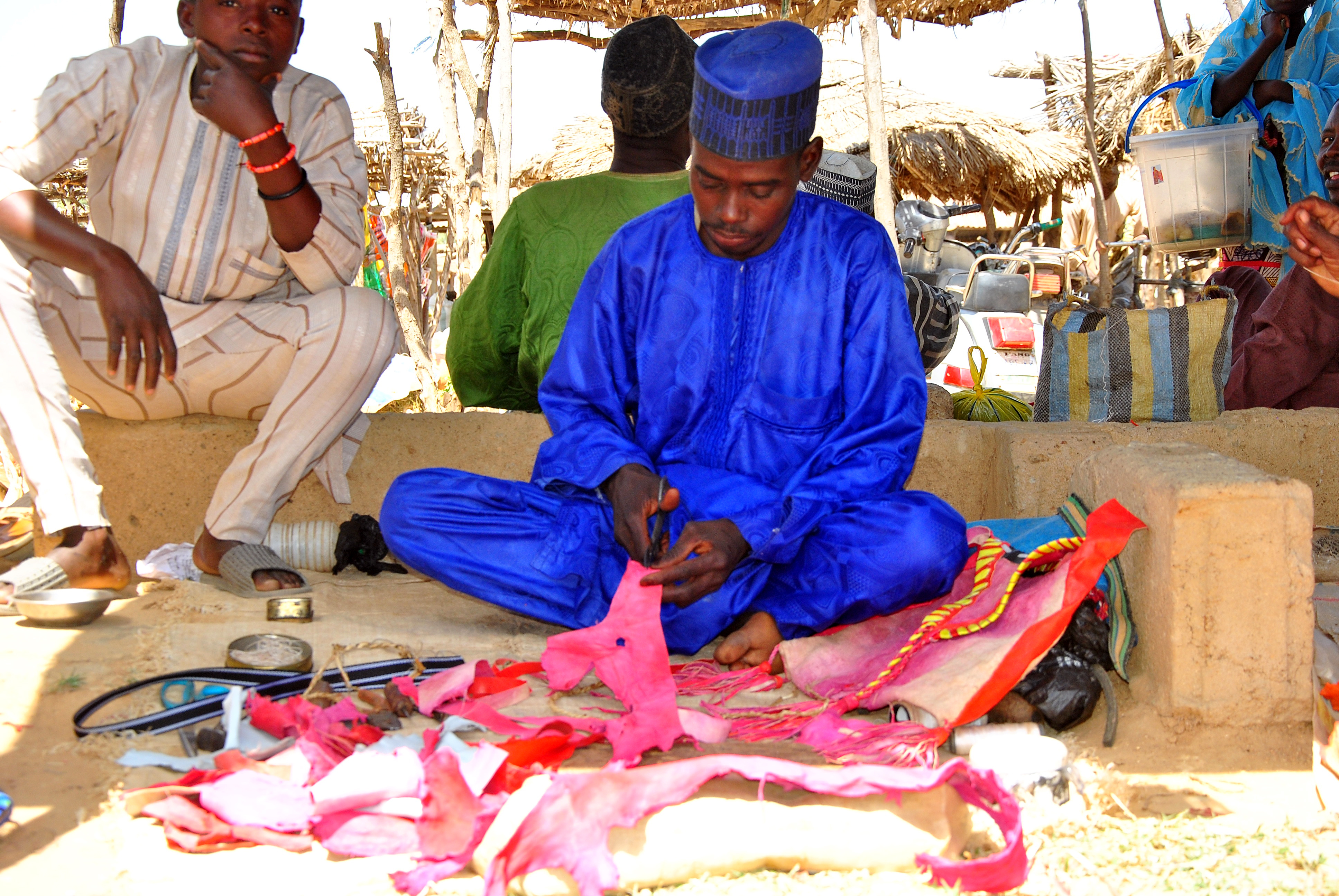
Confection de sacs en cuir dans l'État de Kano.

- Cuirs et peaux au Nigeria[17]

### Papier
- Papier, Imprimerie, Techniques papetières et graphiques, Enluminure, Graphisme, Arts graphiques, Design numérique

### Bois
- Travail du bois, Boiserie, Menuiserie, Ébénisterie, Marqueterie, Gravure sur bois, Sculpture sur bois, Ameublement, Lutherie
- masques[18],[19], masque Epa, masque Gèlèdé

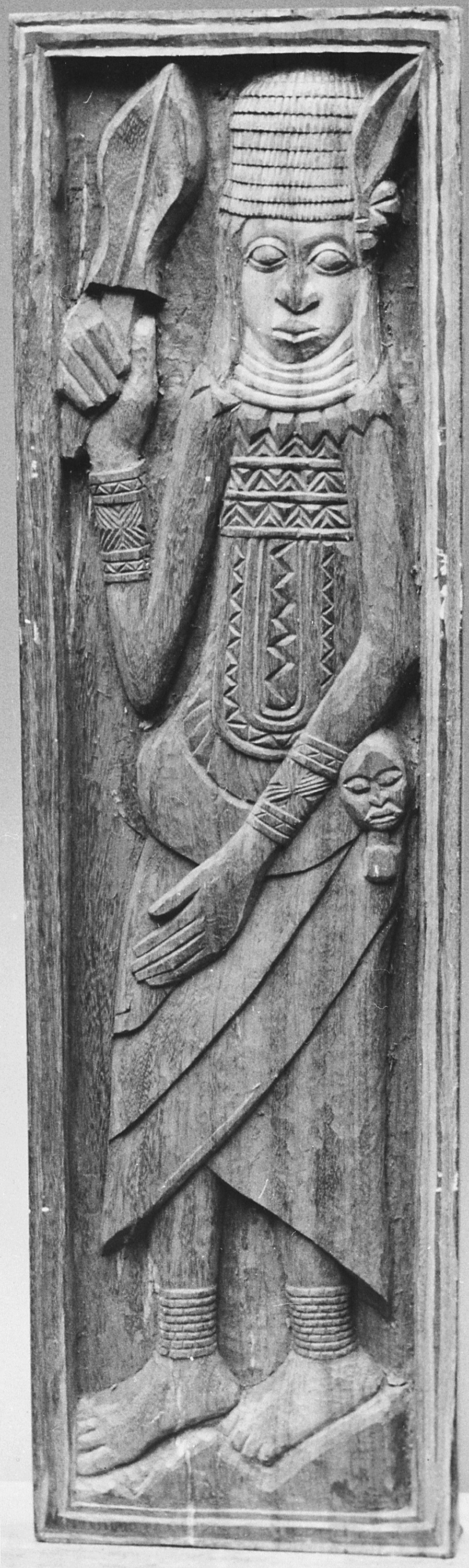
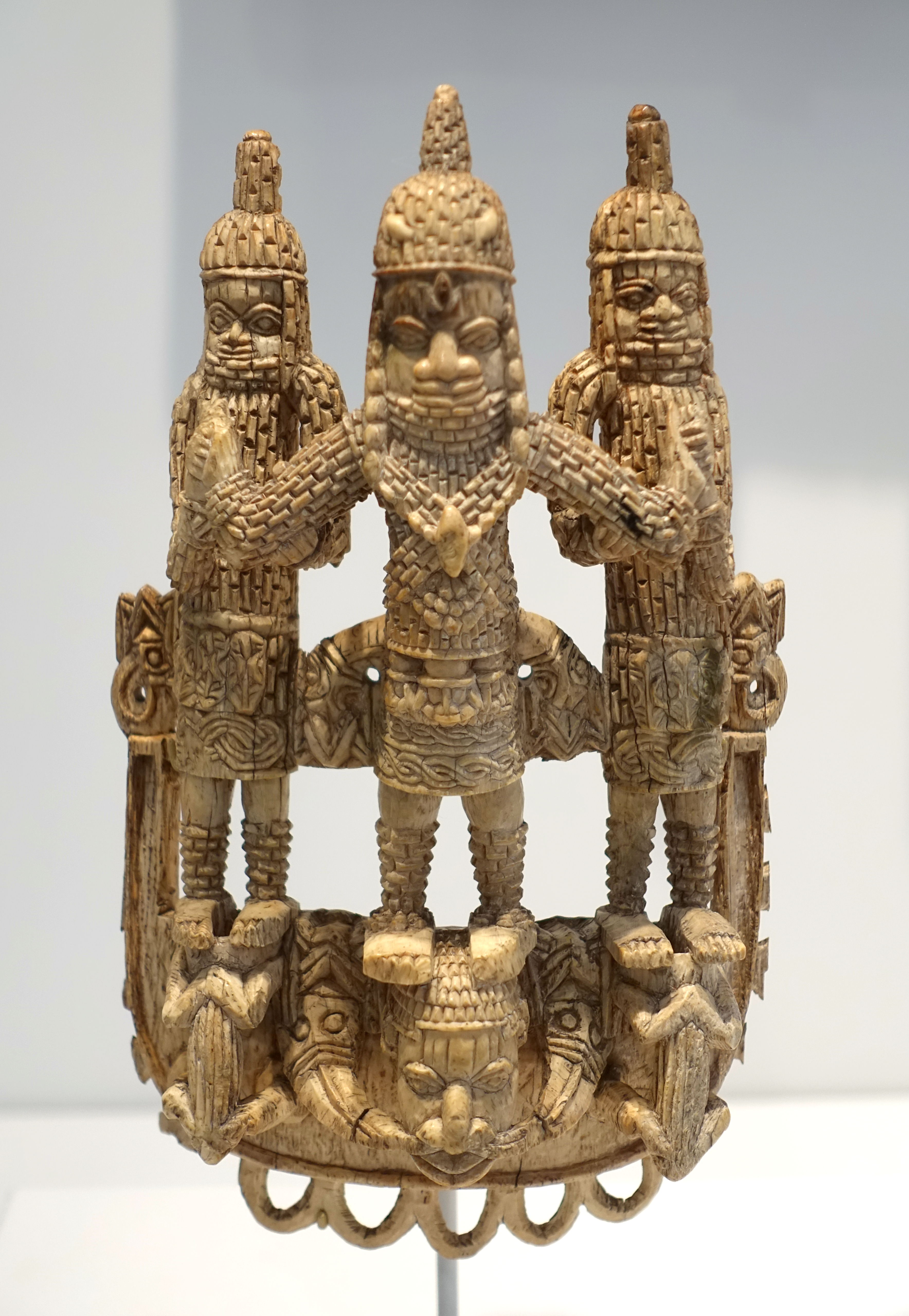
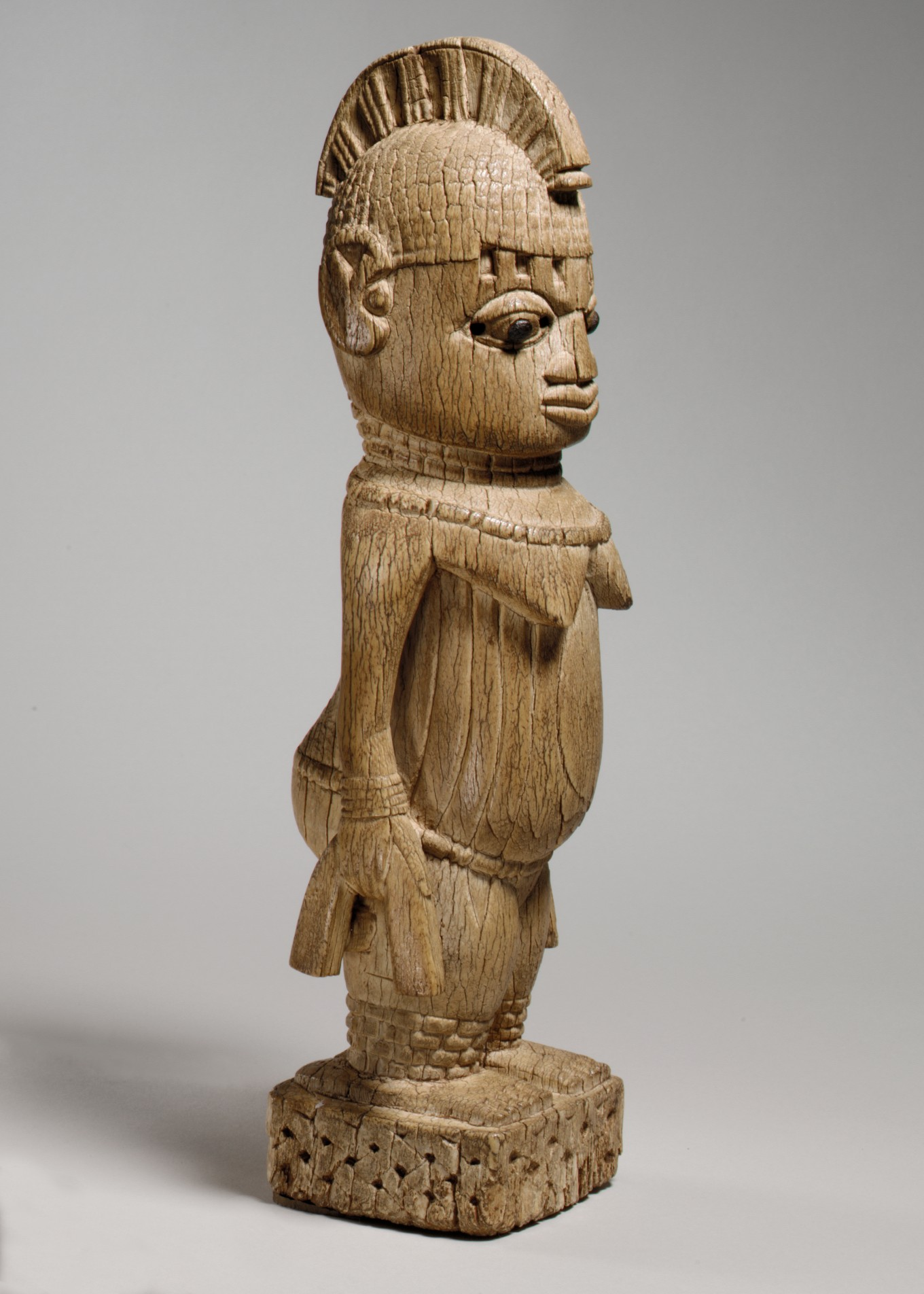
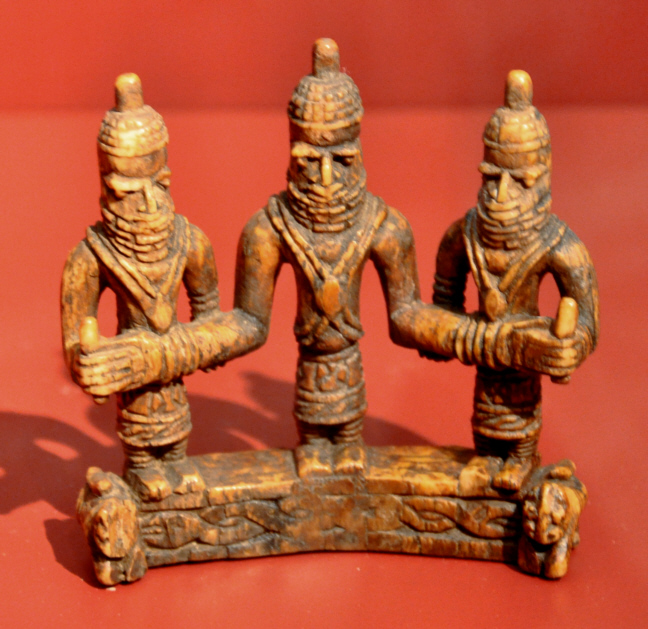
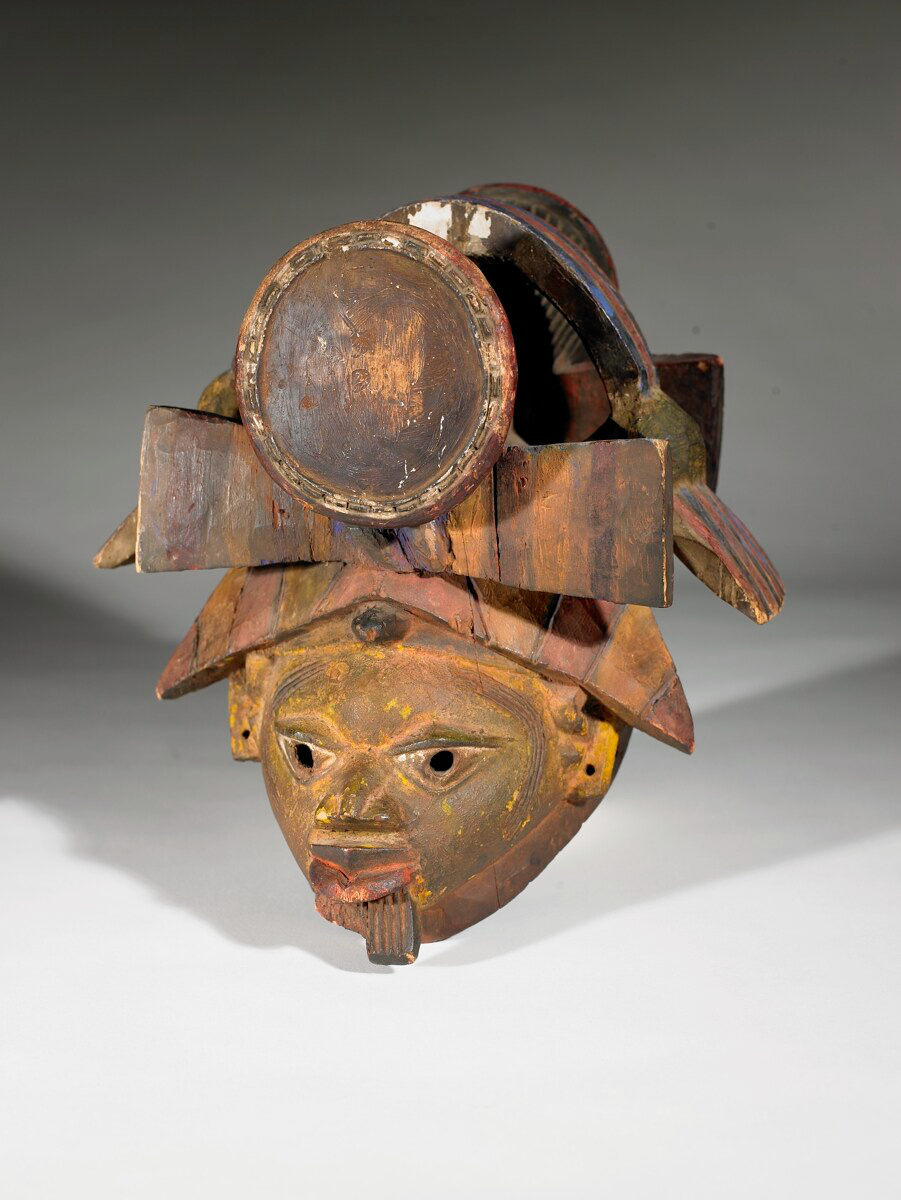

- statuettes[20], Nok (culture)

### Métal

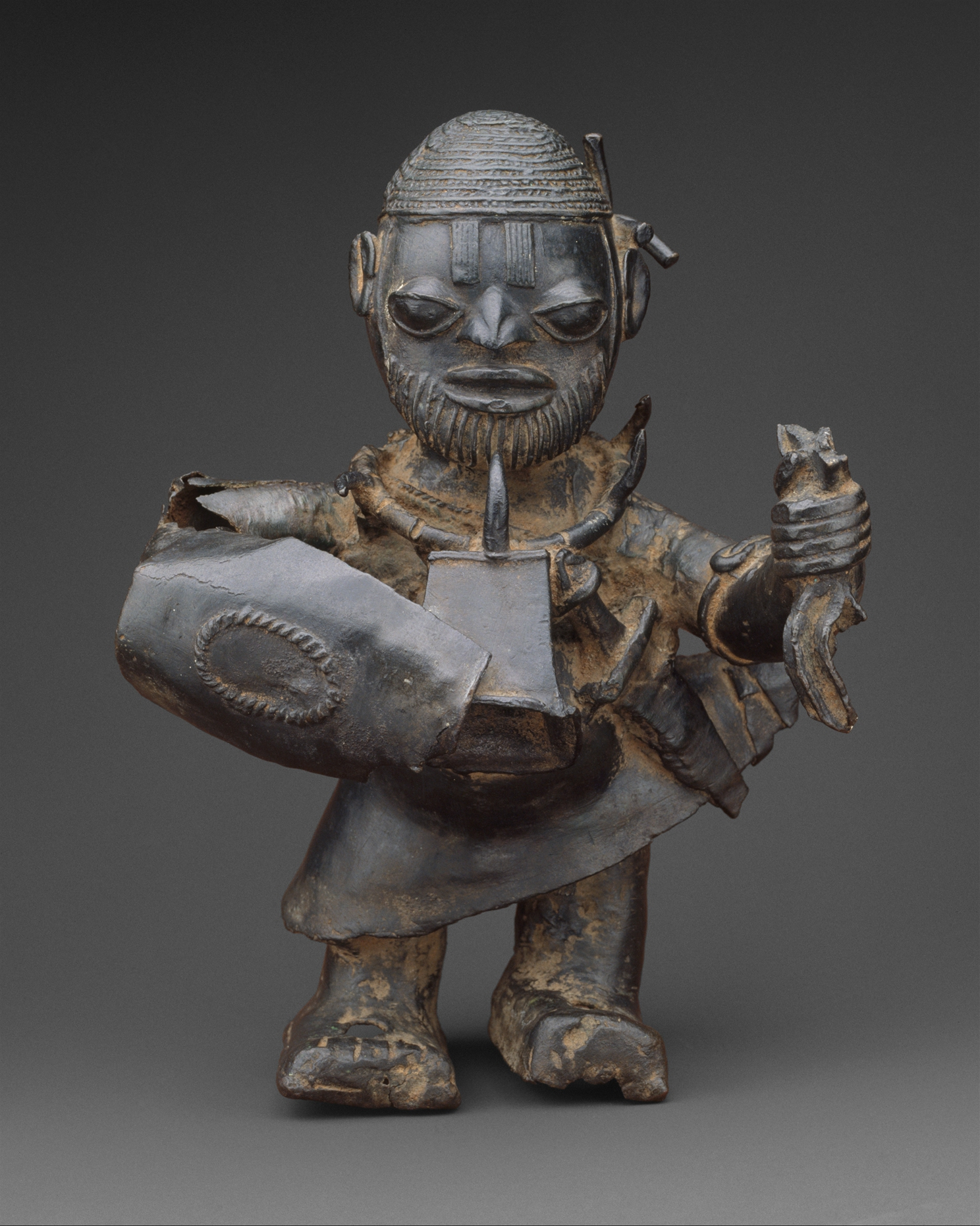
Guerrier, Bas-Niger

- Métal, Sept métaux, Ferronnerie, Armurerie, Fonderie, Dinanderie, Dorure, Chalcographie
- Bronzes du Bénin
- Bronze nigérian[21], Tête d'Ife
- Masque casque magbo (oro) (en)
- Industries du bronze du Bas Niger (en)

### Poterie, céramique, faïence

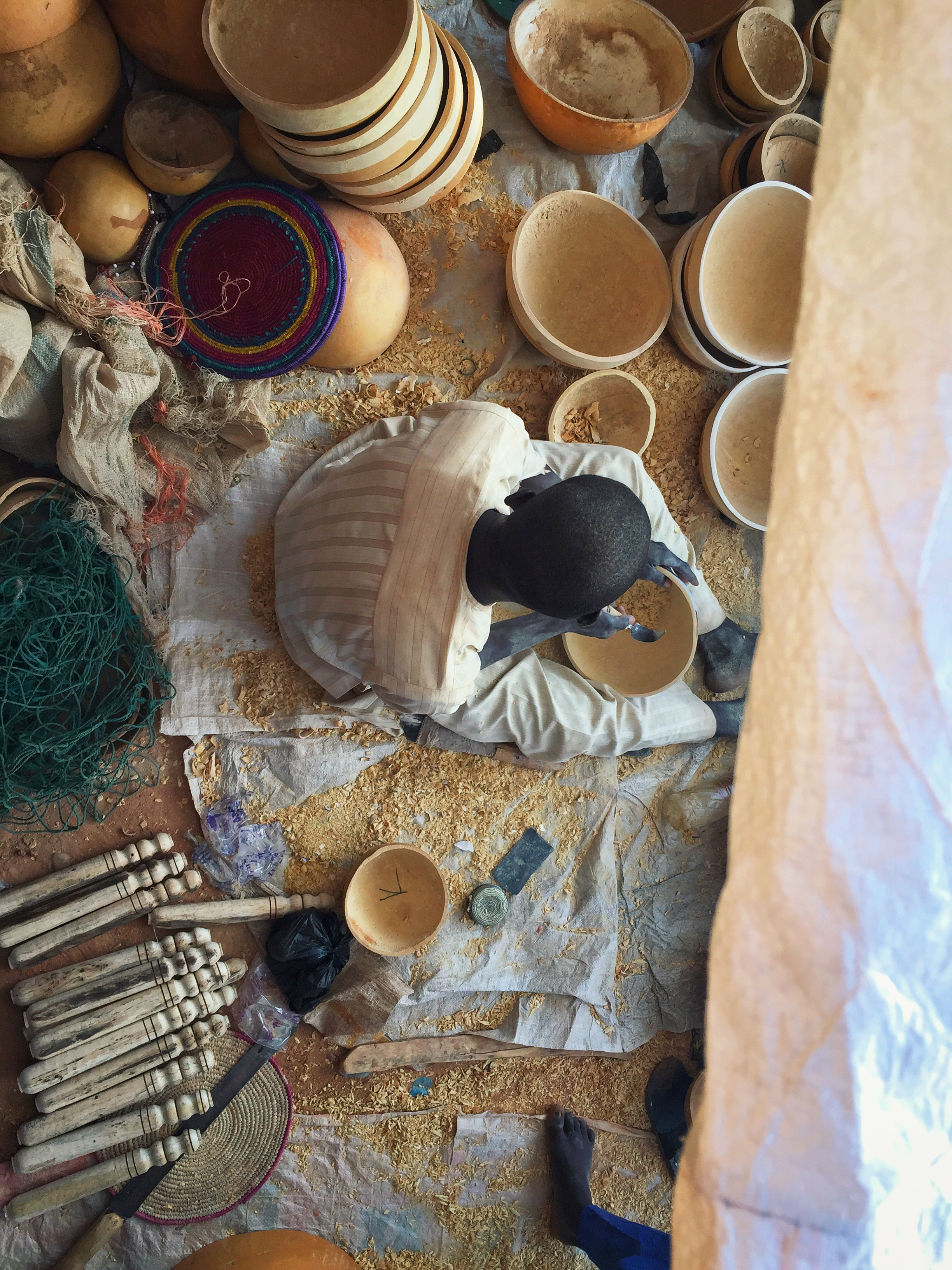
Haoussa évidant des calebasses (kwarya).

- Mosaïque, Poterie, Céramique, Terre cuite
- Céramique d'Afrique subsaharienne
- Poterie au Nigéria[22],[23],[24],[25],[26]
- Ladi Kwali (1925-1984)

### Verrerie d'art
- Art verrier, Verre, Vitrail, Miroiterie

### Joaillerie, bijouterie, orfèvrerie
- Lapidaire, Bijouterie, Horlogerie, Joaillerie, Orfèvrerie
- Bijoux au Nigéria[27]
- Couronne Oba (en)

### Espace
- Architecture intérieure, Décoration, Éclairage, Scénographie, Marbrerie, Mosaïque
- Jardin, Paysagisme

## Arts visuels
- Arts visuels, Arts plastiques, Art brut, Art urbain
- Liste de sites d'art rupestre en Afrique, Art rupestre
- Art africain traditionnel, Art contemporain africain
- Liste des festivals au Nigeria (en)
- Festival mondial des arts nègres

L´art nigérian est très célèbre pour ses sculptures en bois (fétiche, masque). Ses masques servent lors de cérémonies rituelles coutumières, mais également lors de représentations de pièces de théâtre.
Notons une plaquette en ivoire datant du XVIe siècle qui illustre un combat entre deux navigateur blancs sur un vaisseau. Il s´agit probablement d´un combat entre négriers britannique et portugais. Les deux blancs sont représentés avec des cheveux excessivement longs.
Parmi les artistes contemporains, l'Anglo-Nigérian Yinka Shonibare s'est construit une réputation internationale.

### Peinture
- SMO Contemporary Art (SMO)[28] : plateforme de promotion des arts visuels du Nigeria et de l'Afrique de l'Ouest
- Ibiyinka Alao, Odili Donald Odita, Ebele Okoye, Mike Omoighe, Twins Seven Seven
- Diseye Tantua, Segun Aiyesan, Uche Edochi, Abiodun Olaku, Tola Wewe, Fidelis Odogwu[29]
- Oresegun Olumide[30]
- Augustine Okoye[31]
- Tayo Odunlade[32],[33]
- Ngozi Omoje (1979-)[34],[35]

### Sculpture
- Lamidi Olonade Fakeye (en) (1928-2009)
- Susanne Wenger
- Adebisi Akanji (en) (1930-)[36]
- Bruce Onobrakpeya (1932-)[37],[38],[39]

### Architecture
- Architecture traditionnelle : architecture haoussa (en), architecture yoruba (en)
- Architecture contemporaine[40],[41],[42]

## Marché de l'art
Avec une vie artistique dynamique et l'effervescente du monde l'art ce pays a se constitue comme un des phares de l'art moderne et contemporain en Afrique.
La publication annuelle Global Africa Art Market Report en donne des analyses.

## Arts du spectacle
- Festival mondial des arts nègres

### Musique(s)

#### Musique traditionnelle
- Instruments traditionnels

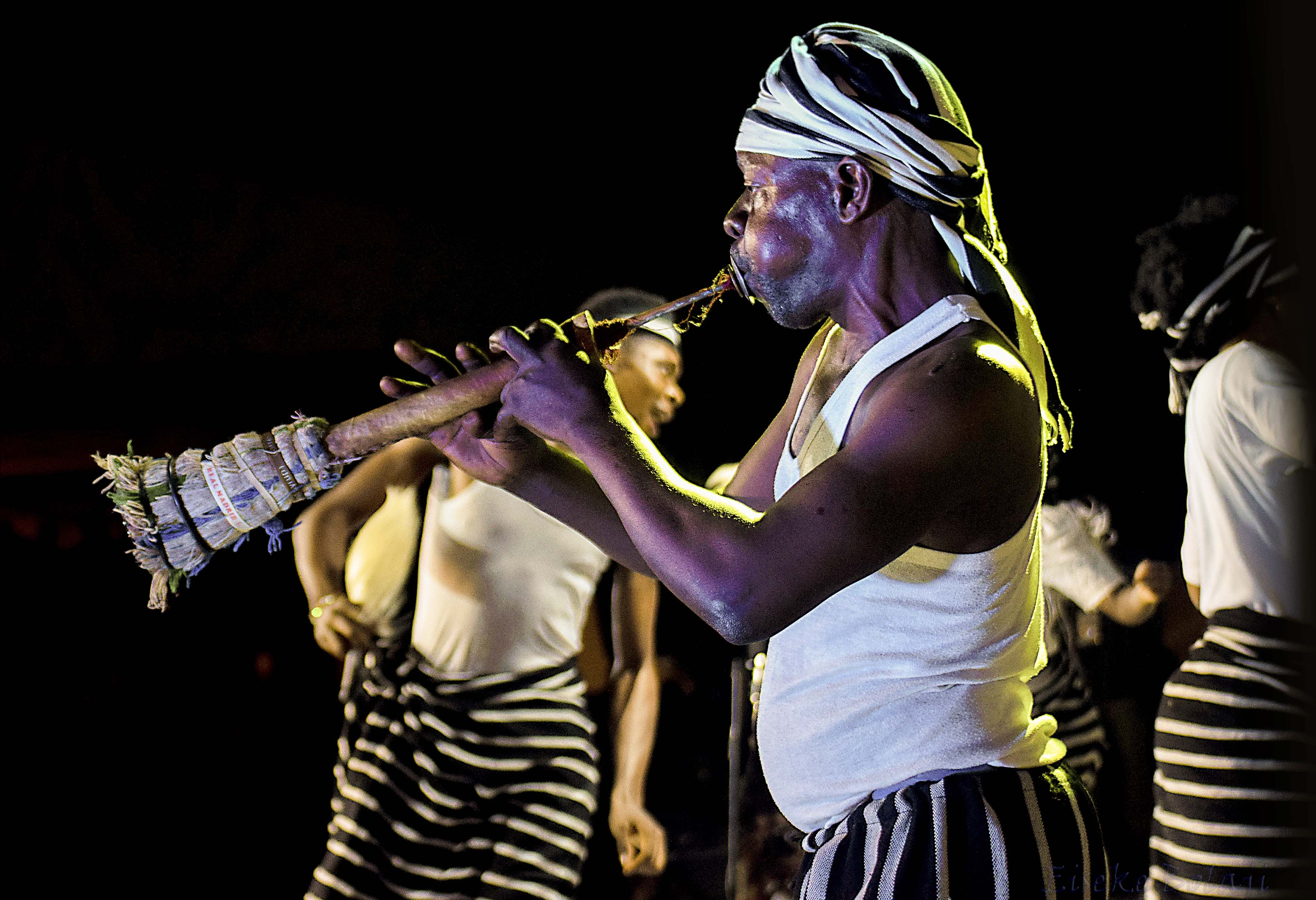
Joueur de kakaki.
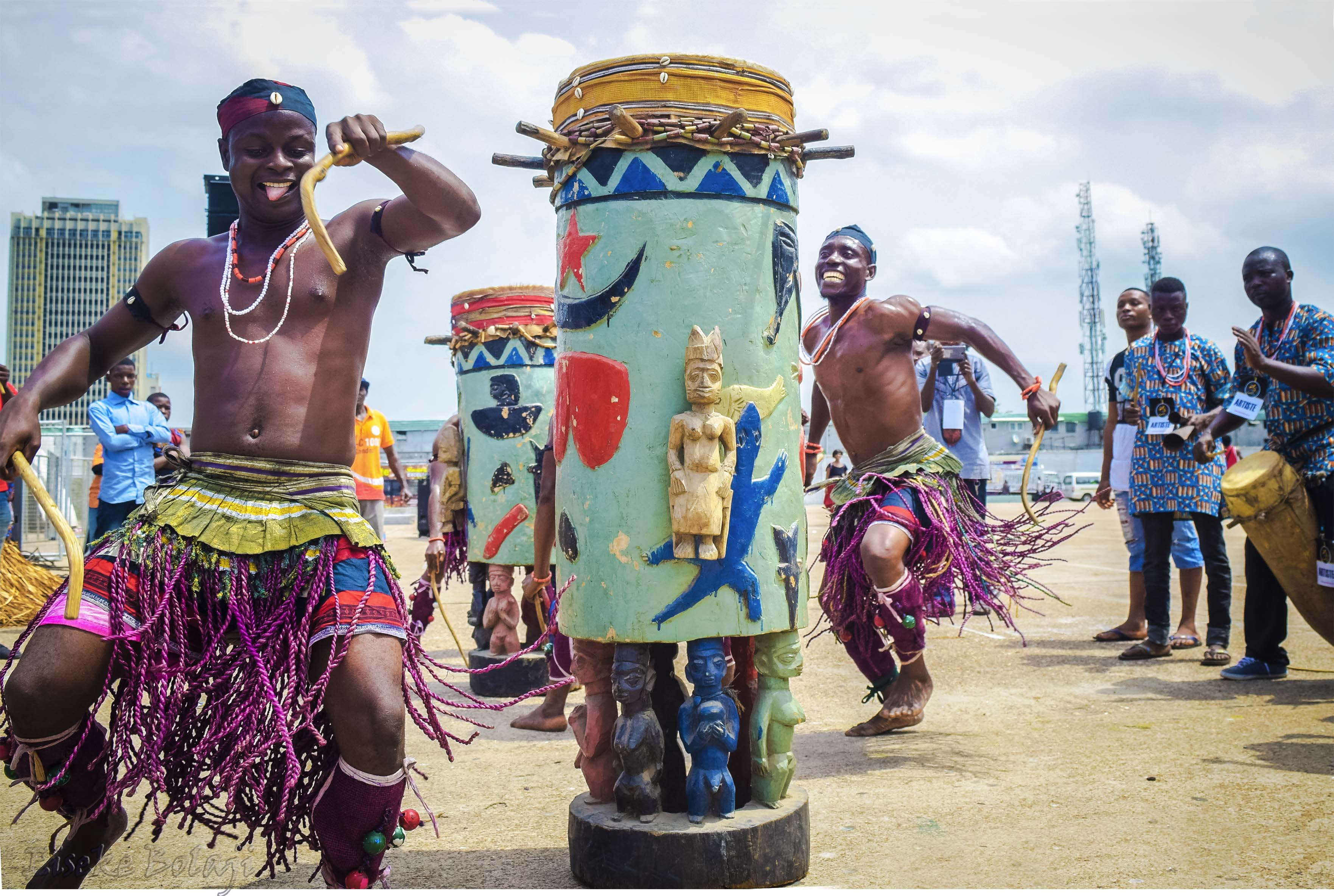
Tambours de Badagry.
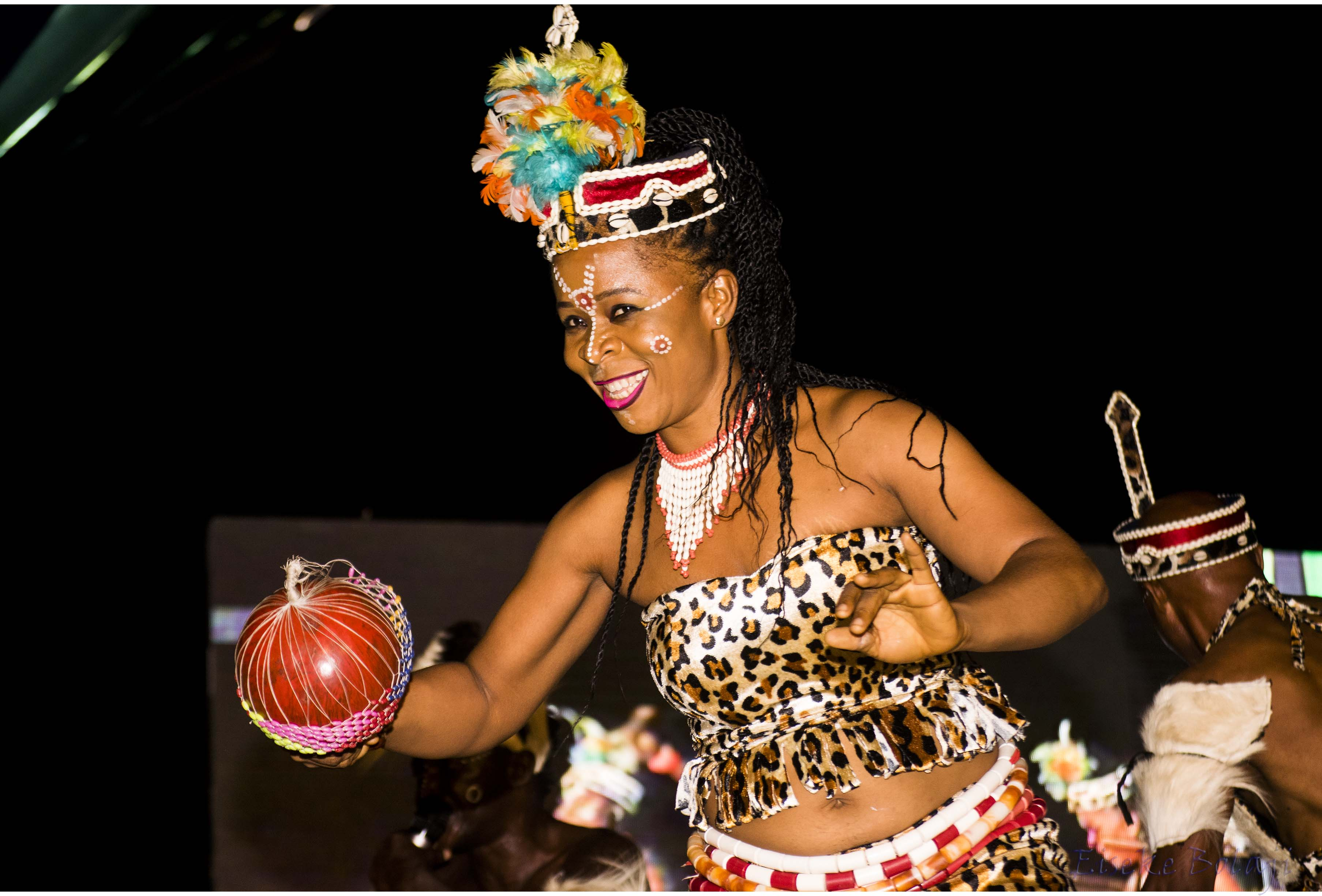
Joueuse de hochet.

#### Musique moderne

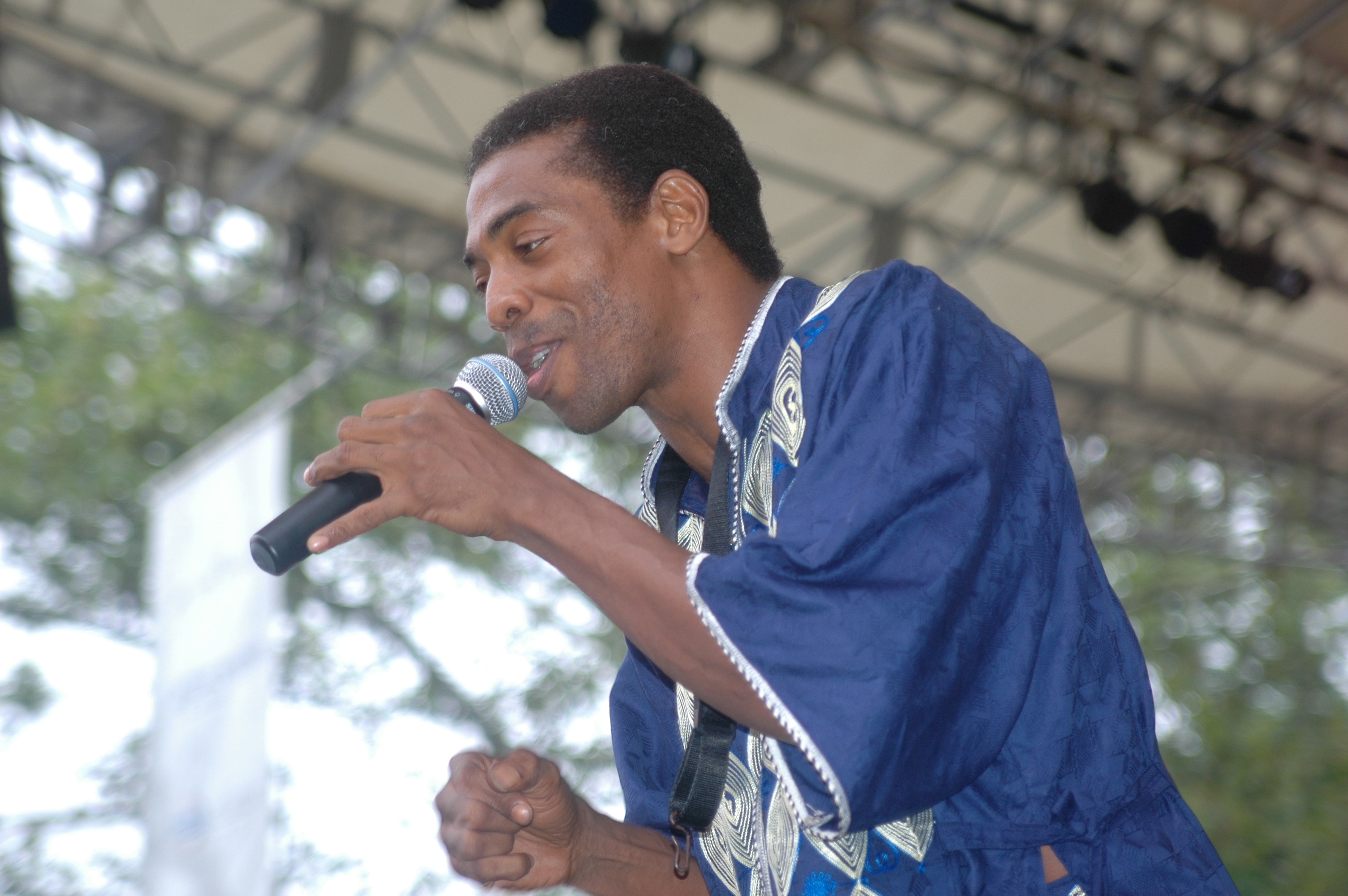
Femi Kuti

Parmi les principaux musiciens nigérians on peut citer :
- King Sunny Adé, un spécialiste de musique jùjú
- Sade Adu, chanteuse de jazz d'origine nigériane dont le travail a été récompensée par un Grammy Award
- Fela Kuti, créateur de l'Afrobeat, ainsi que ses fils Seun Kuti et Femi Kuti
- Dele Sosimi
- Keziah Jones
- Nneka
- P-square
- Korede Bello
- Di'Ja
- Don Jazzy
- Wizkid
- Burna Boy
- Master drummer (en)

#### Musique contemporaine
- Afropop
- Hip hop nigérian (en)
- Raglife (en)
- Musiciens de jazz nigérians
- Liste de musiciens nigérians (en) par genre

### Danse(s)

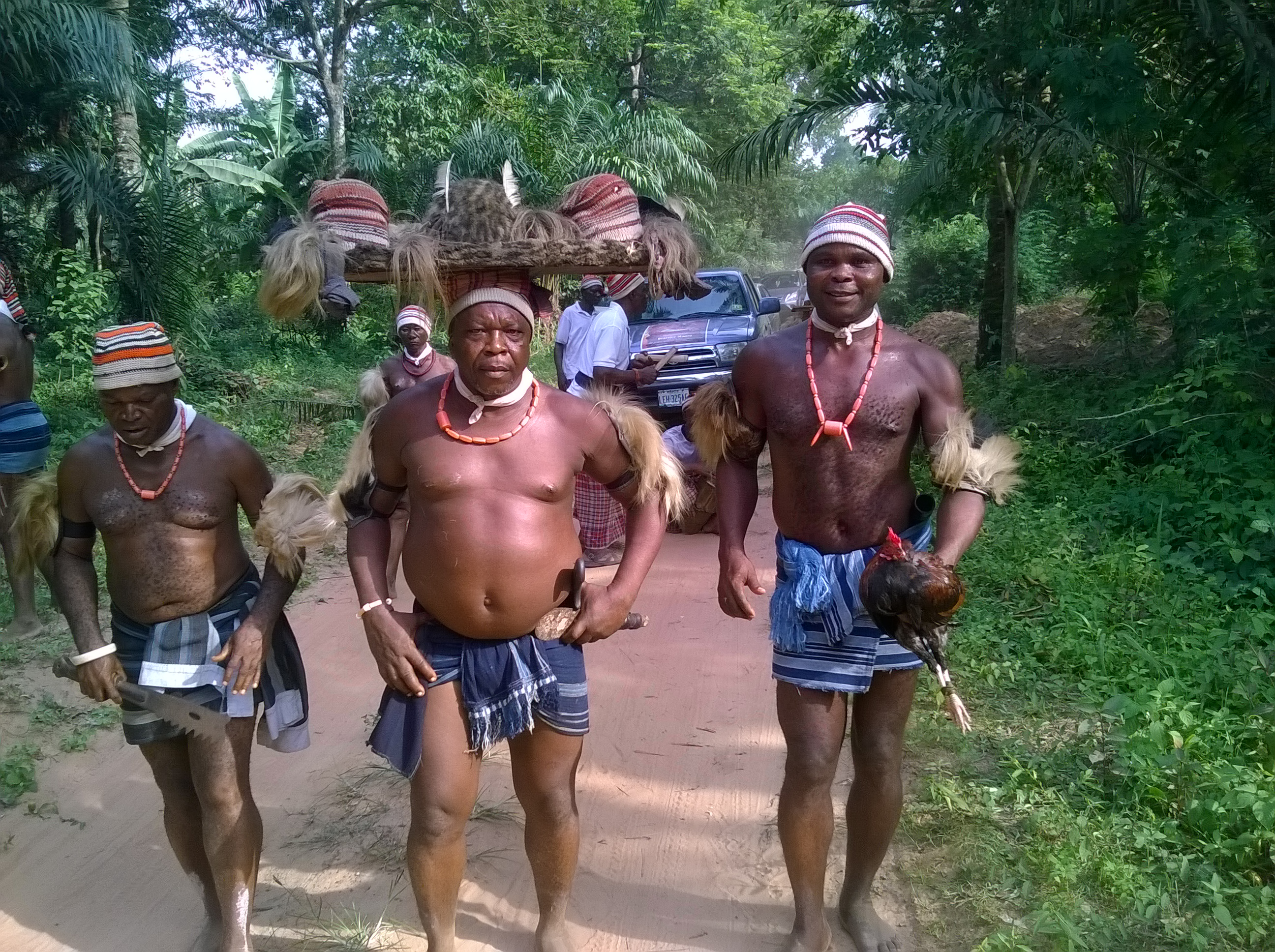
Danseurs Ohafia lors de funérailles à Enugu.

- Danses du Nigeria
- Traditionnelles
- Imagneto Dance Company (en)
- Danse de guerre Ohafia (en) (Est-Nigeria)

### Théâtre
- Improvisation théâtrale, Jeu narratif
- Chantier panafricain d'écriture dramatique des femmes
- Theatre for a Change (2003)[43]

### Autres scènes: marionnettes, mime, pantomime, prestidigitation
Les arts mineurs de scène, arts de la rue, arts forains, cirque, théâtre de rue, spectacles de rue, arts pluridisciplinaires, performances manquent encore de documentation pour le pays …
Pour le domaine de la marionnette, la référence est : Arts de la marionnette au Nigeria, sur le site de l'Union internationale de la marionnette UNIMA).
- Kwagh-hir

### Cinéma
- Cinéma du Nigeria (Nollywood), cinéma nigérian, Kannywood
- Liste de films nigérians
- Réalisateurs : Ola Balogun, Eddie Ugboma, Amaka Igwe, Zeb Ejiro, Lola Fani-Kayode, Bayo Awala, Izu Ojukwu, Greg Fiberesima
- Acteurs : Genevieve Nnaji, Ramsey Nouah, Ruth Kadiri, Regina Daniels, Pete Edochie, Yul Edochie, Desmond Elliot, Ini Edo, Ngozi Ezeonu, Patience Ozokwor
- Cinéma africain, Golden Movie Awards, récompense concernant le cinéma et la télévision en Afrique, depuis 2015

### Autres
- Vidéo, Jeux vidéo, Art numérique, Art interactif
- Réseau africain des promoteurs et entrepreneurs culturels (RAPEC), ONG
- Société africaine de culture, association (SAC, 1956), devenue Communauté africaine de culture (CAC)
- Congrès des écrivains et artistes noirs (1956)
- Festival mondial des arts nègres (1966, 2010)
- Confréries de chasseurs en Afrique
- Jeux vidéo au Nigeria (en)

## Tourisme
- Tourisme au Nigeria
- Attractions touristiques au Nigeria
- Conseils aux voyageurs pour le Niger :
  - France Diplomatie.gouv.fr
  - Canada international.gc.ca
  - CG Suisse eda.admin.ch
  - USA US travel.state.gov

## Patrimoine
Le programme Mémoire du monde (UNESCO, 1992) a inscrit pour ce pays dans son registre international Mémoire du monde, en 2017, les Intérêts de l’être liés aux religions et aux corps (le Maṣāliḥ al-Insān al-Mutaʿalliqat bi al-Adyānwa al-Abdān), conjointement avec le Mali.
- Tourisme au Nigeria
- Liste d'attractions touristiques au Nigeria (en)
- Conseils aux voyageurs concernant la sécurité (France)[45]
- Conseils culturels aux voyageurs (Canada)[46]

### Musées et autres institutions
- Liste de musées au Nigeria

### Liste du Patrimoine mondial
Le programme Patrimoine mondial (UNESCO, 1971) a inscrit divers éléments dans sa liste du patrimoine mondial au Nigeria.

### Liste représentative du patrimoine culturel immatériel de l’humanité

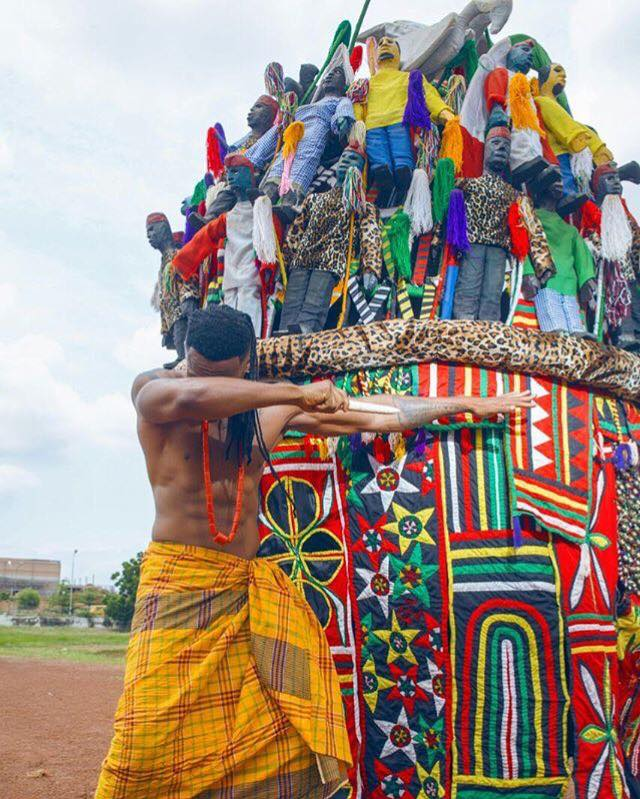
Masque Ijele

Le programme Patrimoine culturel immatériel (UNESCO, 2003) a inscrit dans sa liste du patrimoine culturel immatériel de l'humanité au Nigeria (au 15/01/2016) :
- 2008 : le système de divination Ifá[47],
- 2008 : le patrimoine oral Gèlèdé[48],
- 2009 : le masque Ijele[49],
- 2016 : le Festival international de la culture et de la pêche d'Argungu[50],
- 2019 : le théâtre Kwagh-hir.

### Discographie
- (en) Drums of the Yoruba of Nigeria, Smithsonian Folkways recordings, Washington, D.C., 1953
- (en) Music of the Jos Plateau and other regions of Nigeria (collec. Stanley Diamond), Smithsonian Folkways recordings, Washington, D.C., 1965
- (en) Music of the Idoma of Nigeria, Smithsonian Folkways recordings, Washington, D.C., 1969
- (en) Music from the villages of Northeastern Nigeria (enreg. Paul Newman), Smithsonian Folkways recordings, Washington, D.C., 1971
- Nigeria : Griots Hausa (collec. Charles Duvelle), Universal Division Mercury, Antony, 2001

### Filmographie
- (en) Sons of the moon: the Ngas of central Nigeria, film documentaire de Frank Speed et Deirdre LaPin, The Royal Anthropological Institute, Londres, 1984, 25 min (filmé en 1974-1975)